# 8. Festival des politischen Liedes
8. Festival des politischen Liedes es un álbum en directo de canción protesta interpretada por artistas de diversas nacionalidades, grabado entre el 13 y 20 de febrero de 1978 en el contexto de la octava versión del Festival de la canción política (en alemán: Festival des politischen Liedes) organizado por la Juventud Libre Alemana (FDJ) en el este de Berlín, en la época de la República Democrática Alemana.
Dentro de los intérpretes de habla hispana en el álbum se encuentran la española Rosa León, además de los chilenos Quilapayún, estos últimos exiliados en Europa producto de la dictadura militar de Chile, cerrando el álbum con el tema «Solidaritätslied» (en castellano: «Canción de la solidaridad»), escrito por el dramaturgo alemán Bertolt Brecht y musicalizado por el alemán-austríaco Hanns Eisler.
Además durante el festival se interpretó el tema Venceremos, cuya grabación quedó registrada, siendo lanzada en el álbum recopilatorio de 1985 Vorwärts, nicht vergessen solidarität!.

## Lista de canciones
| Lado A |                                               |                                |                              |          |  |
| N.º    | Título                                        | Música                         | Intérprete                   | Duración |  |
| 1.     | «Wer Aber Ist Die Partei»                     | Bertolt Brecht, Rainer Neumann | Jahrgang '49                 |          |  |
| 2.     | «Nuvem Negra»                                 | Francisco Viana, Trovante      | Trovante                     |          |  |
| 3.     | «Melnistscha Sa Ziment»                       | E. Markowa, Alen Mak           | Alen Mak                     |          |  |
| 4.     | «Sainam Say»                                  | Y. Bouthong                    | Singegruppe aus der VDR Laos |          |  |
| 5.     | «Reforma Agraria»                             | M. Faria                       | Kiesos                       |          |  |
| 6.     | «The Lament Of The Working Class Hero's Wife» | Frankie Armstrong              | Frankie Armstrong            |          |  |
| 7.     | «Das Brot Des Volkes»                         | Bertolt Brecht, Fred Krüger    | Oktoberclub                  |          |  |
| 8.     | «Freunde, Genossen»                           | Hannes Wader                   | Hannes Wader                 |          |  |

| Lado B |                                        |                                       |                                  |          |  |
| N.º    | Título                                 | Música                                | Intérprete                       | Duración |  |
| 1.     | «Cuando tenga la tierra»               | Jakovos Kambanellis, Ariel Redrocelli | Moncada                          |          |  |
| 2.     | «Brüder, Seht, Die Rote Fahne»         | Edwin Hoernle, tradicional            | Skiffle Schwerin                 |          |  |
| 3.     | «Canción de cuna para Víctor G. León»  | L. G. Sanguez, Rosa León              | Rosa León                        |          |  |
| 4.     | «Der Sozialismus, Genossen»            | Dieter Süverkrüp                      | Dieter Süverkrüp                 |          |  |
| 5.     | «Die Versammlung Der Studenten»        | N. Sawopulos                          | Maria Dimitriadi, Notis Mawrudis |          |  |
| 6.     | «Aus Einer Kantate Indianischer Musik» | tradicional                           | Yaki Kandru                      |          |  |
| 7.     | «Solidaritätslied»                     | Bertolt Brecht, Hans Eisler           | Quilapayún                       |          |  |

## Créditos[2]
- JAMEPO: diseño